# Lutherkirche (Rostock)

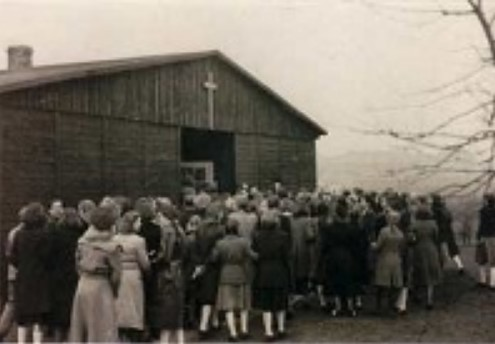
Luther-Kirche Rostock, um 1950

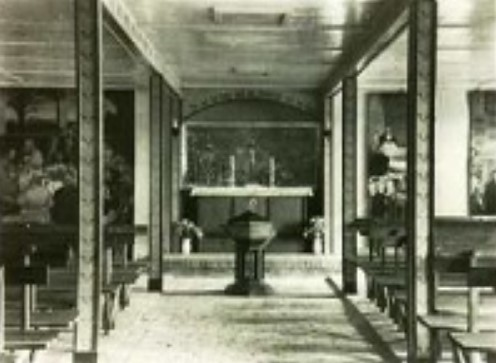
Innenansicht

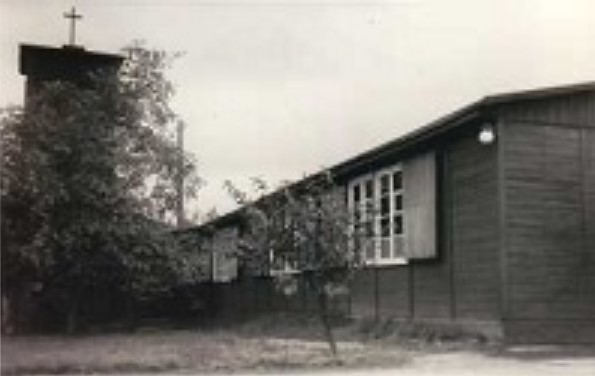
Außenansicht mit Glockenturm

Die evangelische Lutherkirche in Rostock-Reutershagen war das Gotteshaus am Schwanenteich, die Barackenkirche war nach Martin Luther benannt. Nach Ende der zehnjährigen Pachtzeit für das Grundstück musste es 1958 abgebaut werden.

## Geschichte
Die Geschichte der evangelischen Kirche in Reutershagen reicht zurück bis ins 20. Jahrhundert, die Kirchenmitglieder gehörten zur Heiligen-Geist-Gemeinde. Gottesdienste gab es in der Heiligen-Geist-Kirche am Margaretenplatz, kirchliche Veranstaltungen zunächst in den Nebenräumen der Heiligen-Geist-Kirche und später im Gemeindehaus Hundertmännerstraße 1.
Bis 1937 entstanden die Siedlung Reutershagen, das Komponistenviertel und das Ostmarkviertel – später Wiener Viertel genannt. Für die Siedlung Reutershagen wurde ein Zimmer im Haus Bräsigplatz 2 als Gottesdienst- und Unterrichtsraum gemietet.
In der Heiligen-Geist-Gemeinde wurde der VI. Pfarrbezirk mit eigenem Pastor eingerichtet, der jedoch ohne kircheneigene Räume blieb. 1946 wurde der VI. Pfarrbezirk der Heiligen-Geist-Gemeinde ausgepfarrt und damit zur selbständigen Kirchgemeinde Rostock Nordwest. Sie pachtete am Schwanenteich am Standort Kunsthalle von der Stadt rund 5000 Quadratmeter Bauland – nach Vorgabe der Stadt nur für zehn Jahre. Die Grundsteinlegung für die Barackenkirche war im November 1946.
Ab 1947 hieß die Kirchgemeinde Luther-Gemeinde, zu der die Stadtteile Reutershagen, Komponistenviertel, Ostmarkenviertel, Barnstorf, Bramow, Schutow und Marienehe gehörten. Am 12. Oktober 1947 wurde die Barackenkirche am Schwanenteich als Luther-Kirche eingeweiht. Dort fanden nun endlich in kircheneigenen Räumen Gottesdienste und kirchliche Veranstaltungen statt. 1950 wurde der Glockenturm der Luther-Kirche errichtet, und der Posaunenchor gründete sich. 
Bis 1954 war der Stadtteil mit dem Bau des Viertels Reutershagen I stark gewachsen, daraufhin wurde die Luther-Gemeinde in zwei Gemeinden geteilt: Der Name der neuen Gemeinde lautet St.-Andreas-Gemeinde. Luther-Gemeinde und St.-Andreas-Gemeinde nutzten von da an zusammen die Luther-Kirche, auch war die katholische St.-Josef-Gemeinde seitdem für ihre Gottesdienste in der Luther-Kirche zu Gast. 
Am 27. Mai 1956 wurde das Gemeindehaus für die Luther-Gemeinde in der Robert-Schumann-Str. 25 eingeweiht – das Martin-Luther-Haus. Es wurde auf einem Austausch-Grundstück der St.-Marien-Gemeinde errichtet, die Luther-Gemeinde hat das Grundstück für 99 Jahre gepachtet. Auf demselben Grundstück war der Bau einer massiven Luther-Kirche geplant, der Bau konnte jedoch nicht verwirklicht werden.
Ab 16. Juni 1958 wurde die Luther-Kirche am Schwanenteich abgebrochen. Die Stadt Rostock verweigerte – offenbar aus politischen Gründen – die Verlängerung des Pachtvertrages für das Grundstück. Nach jahrelangen Verhandlungen zwischen Landessuperintendent und Vertretern des Rates der Stadt hatte die Stadt ein Ultimatum für den Abbruch gestellt. Die Barackenkirche wurde am Krischanweg neu errichtet, das Grundstück – ebenfalls ein Austauschgrundstück der St.-Marien-Gemeinde – hat die St.-Andreas-Gemeinde für 99 Jahre gepachtet.
Am 20. Dezember 1958 wurde die Kirche eingeweiht und bekam den Namen St.-Andreas-Kirche, die von den beiden evangelischen Kirchgemeinden und bis 1963 auch von der katholischen Pfarrgemeinde genutzt wurde. Das Freigelände ermöglichte Veranstaltungen verschiedenster Art. Im November und Dezember 1975 wurde die Barackenkirche am Krischanweg wegen Baufälligkeit abgebrochen. Alle Veranstaltungen der beiden Gemeinden fanden damals im Martin-Luther-Haus statt.
Am 8. Mai 1977 wurde das neue Gemeindezentrum St.-Andreas-Kirche im Krischanweg 6 eingeweiht. Es war ein Neubau, das mit einem Kirchenbauprogramm in der DDR ermöglicht und von der Evangelischen Kirche Deutschlands finanziert wurde. Bezahlt wurde er in Valuta (D-Mark).